# Givanildo Oliveira
Givanildo José de Oliveira, noto semplicemente come Givanildo Oliveira (Olinda, 8 agosto 1948), è un allenatore di calcio ed ex calciatore brasiliano, di ruolo centrocampista.

## Biografia

### Club
Givanildo dal 1969 al 1976 e dal 1978 al 1979 ha suonato per Santa Cruz, con il quale egli è stato Campione Nazionale achtmaliger nel Campionato Pernambucano. Dal 1976 al 1977 e con il Corinthians São Paulo, con il 1977, ha vinto il campionato nazionale di Sao Paulo. Nel 1980 si è svolto a riscatto Rio de Janeiro e dal 1980 al 1982 presso lo Sport Recife ed è stato due volte campione nazionale con loro. Divenne poi gli allenatori di calcio del club. Ha anche suonato più volte per alla Selecao, la squadra nazionale di calcio brasiliana e ha vinto il 1976 con lei nel 1976 U.S. Bicentenario Cup, torneo di 200 anni anniversario della Dichiarazione di indipendenza degli Stati Uniti d'America .

### Allenatore
Ha lavorato come formatore Oliveira per le seguenti squadre di calcio: Sport Recife, Nautico, Santa Cruz, ABC nel Natal, Fortaleza, Remo, Bahia, Paysandu, Ponte Preta, Guarani, Atletico Paranaense. 2006, Sport Recife, Oliveira come formatore Givanildo la rimonta in serie A. Attualmente egli sorveglia la squadra di Vila Nova in serie B.

## Palmarès

### Giocatore

#### Club

##### Competizioni nazionali
- Campionato Pernambucano: 10

Santa Cruz: 1969, 1970, 1971, 1972, 1973, 1978, 1979
Sport: 1980, 1981, 1982
- Campionato paulista: 1

Corinthians: 1977
- Campionato Carioca: 1

Fluminense: 1980

### Allenatore

#### Club

##### Competizioni nazionali
- Copa dos Campeoes: 1

Paysandu: 2002
- Campionato brasiliano di seconda divisione: 2

América Mineiro:1997
Paysandu: 2001
- Campionato brasiliano di tercera divisione: 1

América Mineiro: 2006
- Copa Norte: 1

Paysandu: 2002
- Copa do Nordeste: 1

Sport: 1994
- Campionato Paraense: 8

Paysandu: 1987, 1992, 2000, 2001, 2002
Remo: 1993, 1994, 2018
- Campionato Alagoano: 1

CSA: 1990
- Campionato Pernambucano: 5

Sport: 1992, 1994, 2010
Santa Cruz: 2005
- Campionato Baiano: 1

Vitória: 2007
- Campionato Mineiro: 1

América Mineiro: 2016
- Campionato Cearense: 7

Ceará: 2017